# 태프트 콜리시엄
태프트 콜리시엄(Taft Coliseum)는 미국 오하이오주 콜럼버스에 위치한 실내 경기장이다. 과거 IHL 콜럼버스 체커스, 콜럼버스 골드 실즈, 콜럼버스 올스와 ECHL 콜럼버스 칠의 홈경기장으로 사용했다.